# رودلف يونغ
رودلف يونغ (بالألمانية: Rudolf Jung) هو مهندس وسياسي ألماني ونمساوي، ولد في 16 أبريل 1882 في Plasy ‏ في التشيك، وتوفي في 11 ديسمبر 1945 في براغ في التشيك. نشط حزبياً في German Workers' Party (Austria-Hungary) ‏ والحزب النازي. وقد انتخب عضو مجلس النواب الألماني للجمهورية فايمار (1936 – 1943) وانتخب عضو مجلس النواب الألماني من ألمانيا النازية وانتخب الرايخستاغ.